# Luigi Scarabello
Luigi Scarabello (né le 17 juin 1916 à Albiano di Magra, province de Massa et Carrare, en Toscane et mort le 2 juillet 2007  à Nettuno, province de Rome) est un footballeur italien.

## Biographie
Luigi Scarabello est champion olympique en 1936 aux Jeux de Berlin. Cet attaquant, qui compte deux sélections en équipe d'Italie A, joue en club avec Spezia Calcio 1906 et Genoa Cricket and Football Club. En Serie A, il fait sa meilleure saison 1938-1939 en inscrivant 11 buts dont 2 penalties avec le Genoa. Sa carrière de joueur achevée, il devient entraîneur.
Il est l'époux de l'actrice Lilia Silvi et a joué avec elle dans deux films, Violette nei capelli et Barbablù (it).